# 갈치조림
갈치조림은 한국의 생선 요리이다. 갈치를 이용한 생선조림으로, 토막 친 갈치를 무 등의 채소와 함께 파, 마늘, 국간장, 고춧가루 등으로 양념하여 조린다.

## 사진

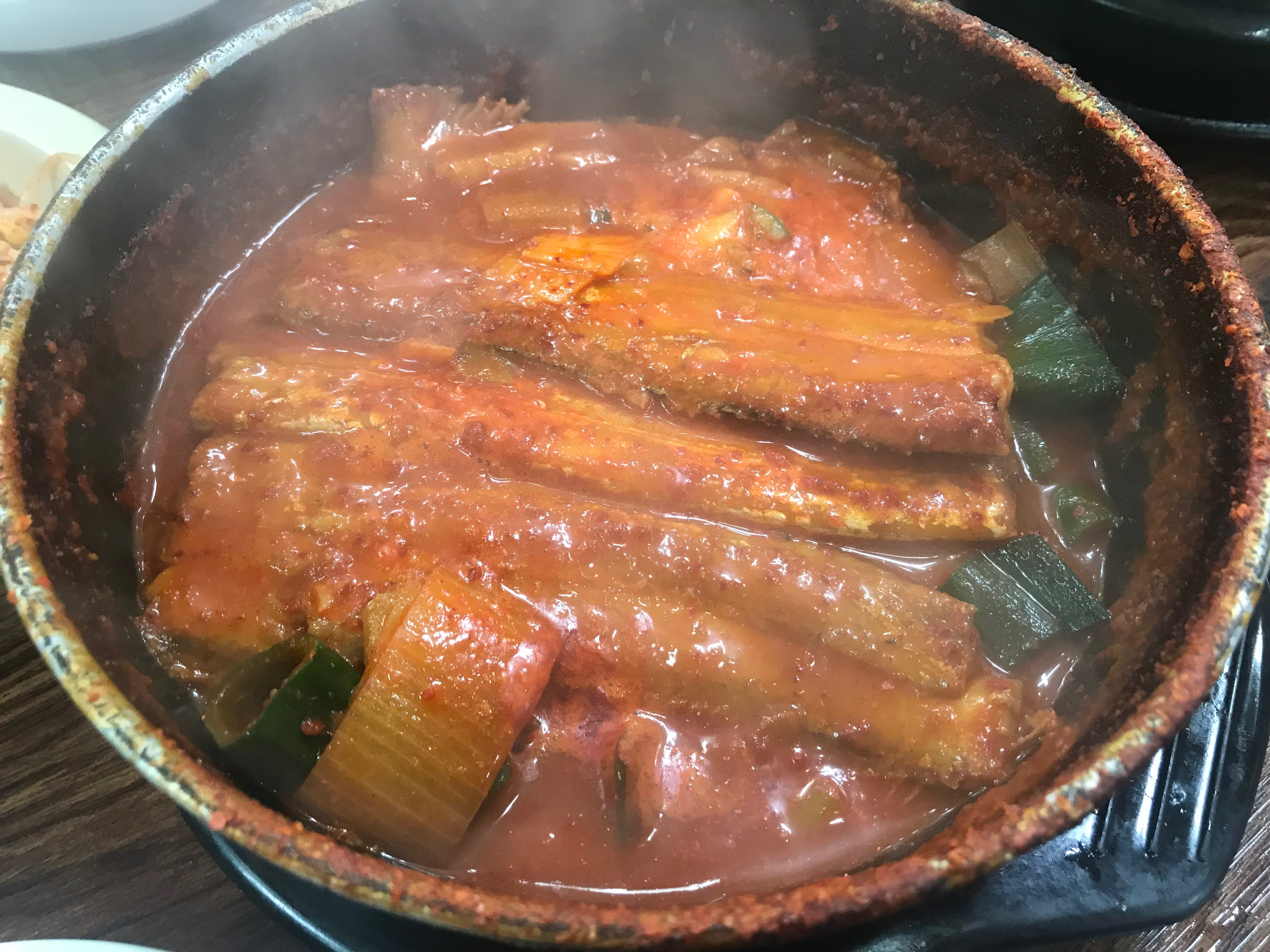
갈치조림
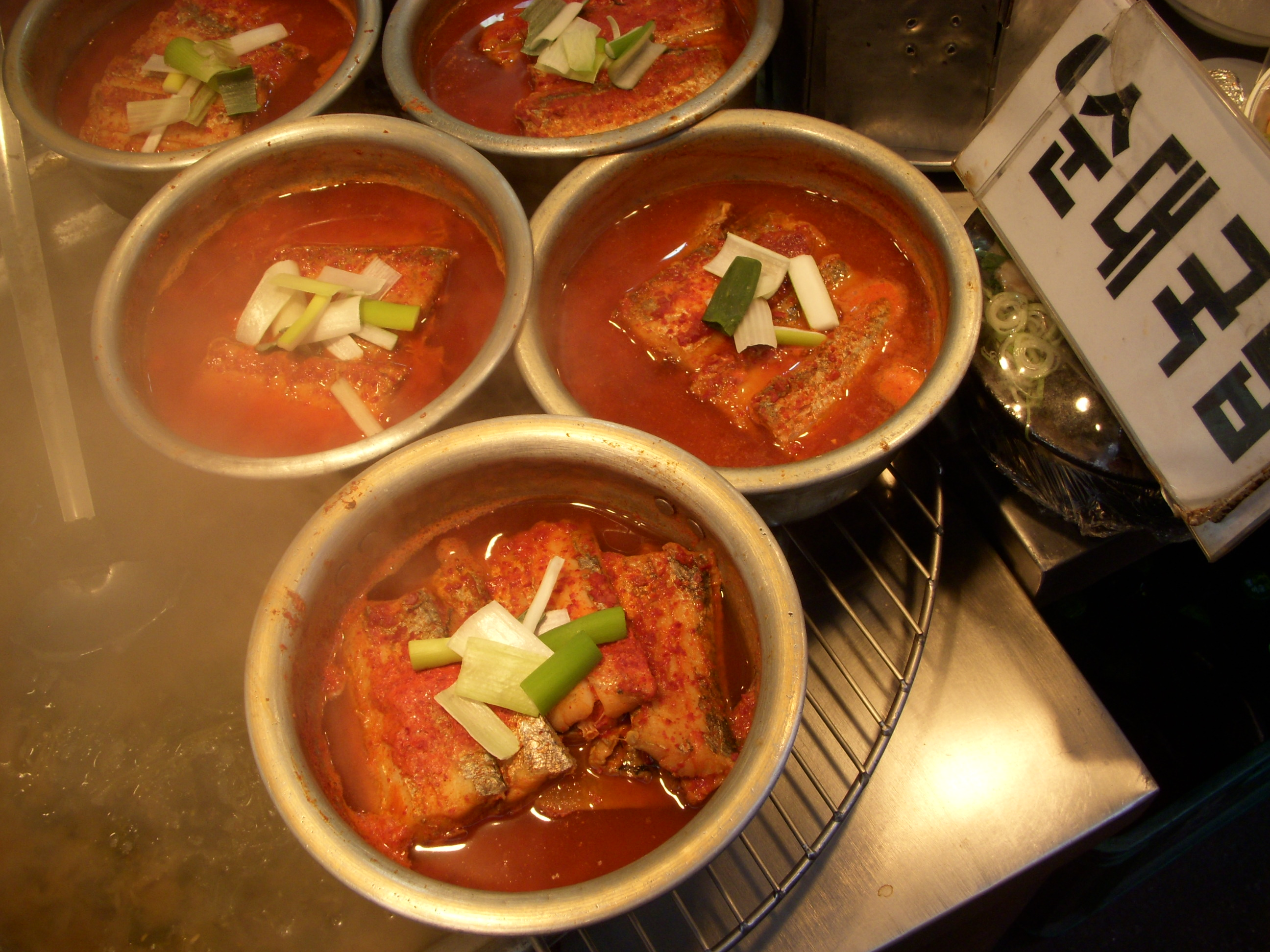
갈치조림

## 같이 보기
- 고등어조림